# Monument Valley

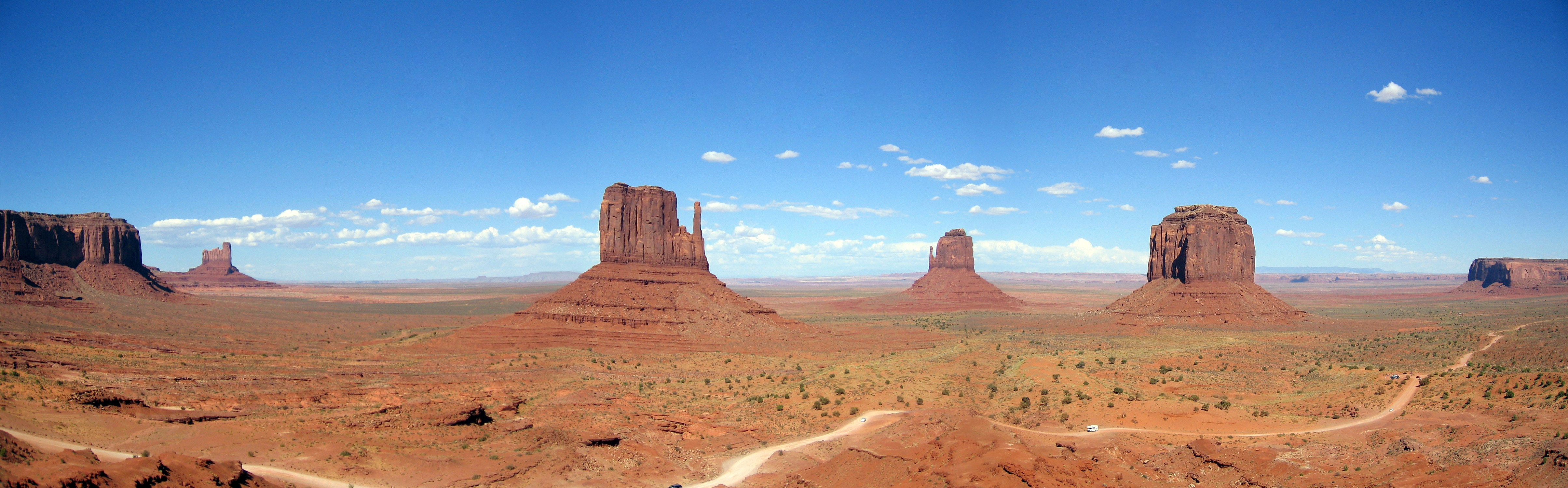
Monument Valley.

Monument Valley é uma região de clima desértico dos Estados Unidos situada na reserva dos índios Navajos em cuja área se encontra um monumento que marca o ponto de divisas de quatro Estados e é denominado "As Quatro Esquinas" que é comum a quatro estados, que são Utah, Colorado, Novo México e Arizona.

## Na cultura popular
A região de Monument Valley foi muito usada para gravação de filmes desde os anos 1930, principalmente no gênero western e particularmente os do diretor John Ford tendo como ator principal John Wayne. E também é referenciada e retratada em diversos jogos eletrônicos.

### Filmes
- Stagecoach (1939)
- Billy the Kid (1941)
- Fort Apache (1948)
- A Conquista do Oeste (1962)
- 2001: A Space Odyssey (1968)
- Era uma vez no Oeste (1968)
- Easy Rider (1969)
- The Eiger Sanction (1975)
- Indiana Jones and the Last Crusade (1989)
- Thelma & Louise (1991)
- Forrest Gump (1994)
- Carros (filme de 2006)
- The Lone Ranger (2013)
- A Million Ways to Die in the West (2014)
- Transformers: Age of Extinction (2014)
- Fantastic Beasts and Where to Find Them (2016)

### Jogos
- No jogo Tekken de 1994, a região é o cenário de umas das arenas do jogo.
- Grand Theft Auto: San Andreas, a região de Bone County no jogo é baseado em Monument Valley.
- Red Dead Redemption, Nuevo Paraiso tem bastantes semelhanças com a região.
- Horizon Zero Dawn se passa parcialmente em nessa região.
- O jogo Monument Valley para dispositivos móveis, é um jogo de puzzle com diversas referências à região.